# A Rosa (filme)
The Rose (br / pt: A Rosa) é um filme estadunidense de 1979, do gênero drama biográfico, dirigido por Mark Rydell, com roteiro baseado na vida de Janis Joplin, e com Bette Midler no papel principal.

## Principais prêmios e indicações
O filme concorreu ao Oscar, ao BAFTA e ao Prêmio César, e venceu o Globo de Ouro nas categorias de melhor atriz de cinema - musical / comédia (Bette Midler), melhor som original - cinema e nova estrela do ano em cinema (feminino) (Bette Midler).

## Elenco
- Bette Midler como Mary Rose Foster (The Rose)
- Alan Bates como Rudge Campbell
- Frederic Forrest como Houston Dyer
- Harry Dean Stanton como Billy Ray
- Barry Primus como
- David Keith como Pfc. Mal
- Sandra McCabe como Sarah Willingham
- Will Hare como Mr. Leonard
- James Keane como Sam
- Doris Roberts como Mrs. Foster
- Danny Weis como Danny, líder da banda e guitarrista do "The Rose Band"

## Trilha sonora
O álbum The Rose do filme foi produzido por Paul A. Rothchild, o produtor do último álbum de Janis Joplin, Pearl.
A canção-título, composta por Amanda McBroom, aparece no final do filme durante os créditos. Bette Midler, com a canção ficou em terceiro lugar nas paradas dos Estados Unidos e ganhou um disco de ouro em 1980.
1. "Whose Side Are You On" (Kenny Hopkins, Charley Williams) — 3:58
2. "Midnight In Memphis" (Tony Johnson) — 3:23
3. "Concert Monologue" — 2:42
4. "When a Man Loves a Woman" (Calvin Lewis, Andrew Wright) — 4:42
5. "Sold My Soul To Rock 'N' Roll" (Gene Pistilli) — 3:23
6. "Keep On Rockin'" (Sam Hagar, John Carter) — 3:02
7. "Love Me with a Feeling" (Hudson Whittaker) — 3:38
8. "Camellia" (Stephen Hunter) — 2:42
9. "Homecoming Monologue" — 1:22
10. "Stay with Me" (Jerry Ragaovy, George Weiss) — 5:00
11. "Let Me Call You Sweetheart" (Beth Slater Whitson, Leo Friedman) — 1:30
12. "The Rose" (Amanda McBroom) — 3:40